# Orage multicellulaire
Un orage multicellulaire est un ensemble de nuages convectifs liés entre eux par le couplet des mouvements ascendants et descendants de celui qui le précède. Les plus anciens orages se dissipent au fur et à mesure que de nouvelles cellules se forment le long de leur front de rafales et continuent la vie de la grappe d'orages multicellulaires, chaque cellule prenant à son tour la dominance dans le groupe. Bien que chaque orage ne dure que de 30 à 60 minutes, la vie du groupe peut être ainsi de plusieurs heures.
L'orage multicellulaire apparaît donc comme une suite de cellules orageuses, chacune à un stade différent du cycle de vie d'un orage, la plus ancienne et à maturité se retrouvant à l'avant de la ligne alors que la plus récente est à l'arrière, et comportant une suite d'enclumes comme dans l'image ci-contre.

## Formation

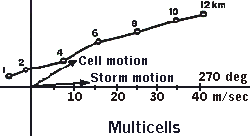
Hodographe d'un orage multicellulaire typique.

Les orages se forment dans une masse d'air instable lorsqu'il y a une réserve importante de chaleur et d'humidité à bas niveau de la troposphère et d'air plus sec et froid en altitude. Une parcelle d'air plus chaude que l'environnement entre en convection. Tant qu'elle n'est pas saturée, sa température change selon le taux adiabatique sec. À partir de la saturation, la vapeur d'eau contenue dans la parcelle d'air condense selon les lois de la thermodynamique, ce qui relâche de la chaleur latente et son changement de température avec la pression est alors celui appelé le taux pseudo-adiabatique humide. L'accélération ascensionnelle se poursuit, jusqu'à ce que la parcelle arrive à un niveau où sa température égale celle de l'air environnant. Ensuite, elle se met à décélérer et le sommet du nuage est atteint quand la particule atteint une vitesse nulle. L'Énergie Potentielle de Convection Disponible (EPCD) pour ce type de nuages permet de développer des sommets de nuages qui atteindront une grande altitude. 
Le type d'orage dépend ensuite du cisaillement des vents avec l'altitude. Les précipitations qui se forment dans le courant ascendant vont en effet se déplacer avec le vent en altitude. Si ces vents sont faibles, les précipitations retomberont dans le courant ascendant et ainsi le couperont. Par contre, si les vents augmentent avec l'altitude, les précipitations retomberont hors du courant ascendant, donnant lieu à un courant descendant découplé. 
Dans un orage multicellulaire, la force et la direction des vents augmentent avec l’altitude de façon linéaire, le courant ascendant de convection est donc en amont du courant descendant avec les précipitations. Ceci produit un front de rafales au sol qui s’éloigne en arc du cœur de précipitations et qui conduit au développement d'une convergence des vents de surface non-symétrique avec le vent de l'environnement. La convergence la plus forte se produit du côté opposé au mouvement de l'orage où elle peut soulever l'air humide et instable et reformer une nouvelle cellule orageuse.

## Structure et caractéristiques
En général, l'EPCD est moyenne dans ce type d'orage, soit entre 800 et 1 500 J/kg (joule par kilogramme). Chaque cellule a une durée de vie de 30 à 60 minutes mais la ligne orageuse peut durer des heures.
Les précipitations et la goutte froide qui descendent de la cellule-mère forment un front froid le long duquel l'air est soulevé pour donner une cellule-fille. Ainsi, la structure radar de ce type d’orage est caractérisée par de fortes réflectivités sous la cellule-mère et la formation de fortes réflectivités en altitude dans la cellule-fille sur la partie en aval de la cellule-mère (sud-ouest dans l'hémisphère nord). Les cellules se succédant de mère en fille, la ligne de fort échos et ces surplombs semblent donc se reformer dans cette direction. Par contre, les cellules individuelles se déplacent dans la direction opposée, suivant la direction du cisaillement, mais l'ensemble de la ligne se déplace à 30° et 70 % de la vitesse des vents dans la couche où se produisent les orages.

## Temps associé
Selon l'énergie et l'humidité disponibles, ce type d'orage peut donner de violentes rafales de vent, des pluies diluviennes, de la grêle et, rarement, de brèves tornades. La sévérité de ces effets dépend également de la vitesse de déplacement de la ligne. Par exemple, une ligne se déplaçant lentement pourra donner beaucoup plus de pluie en un endroit alors qu'une passant rapidement accentuera les rafales descendantes.
Un orage multicellulaire peut parfois se transformer en un système convectif de méso-échelle (SCM), une ligne de grain ou même un Derecho lorsque les conditions thermodynamiques et la circulation atmosphérique sont favorables.